# تمبیلاهان
تمبیلاهان (اندونزیایی: Tembilahan) شهری در استان ریائو کشور اندونزی است. جمعیت این شهر بر اساس سرشماری سال ۱۹۹۰ میلادی، ۴۷٫۹۰۰ نفر و بر اساس سرشماری سال ۲۰۰۰ میلادی، ۷۴٫۶۰۱ بوده که در سال ۲۰۰۷ میلادی به ۱۰۰٫۰۵۹ نفر افزایش یافته‌است.